# حسن نزیه
حسن نزیه (زاده ۱۳۰۰ تبریز – درگذشته ۲۴ شهریور ۱۳۹۱ پاریس) سیاستمدار، حقوق‌دان و مدیر اجرایی ایرانی بود، که از ۱۳۵۷ تا ۱۳۵۸ در دولت موقت ایران، به‌عنوان مدیر عامل و رئیس هیئت مدیره شرکت ملی نفت ایران فعالیت می‌کرد.
وی دانش‌آموخته کارشناسی حقوق از دانشگاه تهران بود و از موسسان نهضت مقاومت ملی ایران به‌شمار می‌آمد، همچنین از اعضای مؤسس نهضت آزادی ایران نیز محسوب می‌شود. نزیه ۴ دوره نیز عضویت هیئت مدیره کانون وکلای دادگستری ایران را برعهده داشت.

## زندگی
حسن نزیه به سالِ ۱۳۰۰ در تبریز زاده شد. پدرش محمدعلی نزیه از بازرگانان مشروطه‌خواه و پدر بزرگش، عبدالرحیم بهشتی (مشهور به مشیرالاطبا) بود که از پزشکان و نویسندگان دوره قاجار به‌شمار می‌آمد. در زمان محمدعلی‌شاه، خانه و محل کسب‌وکار پدر حسن نزیه، به علت حمایت از مشروطه‌خواهی، توسط افراد حکومتی به غارت رفت. نزیه در سال ۱۳۲۳ در رشته کارشناسی حقوق، از دانشکده حقوق دانشگاه تهران دانش‌آموخته شد و دارای سابقه تحصیل و پژوهش حقوقی در دانشگاه ژنو (از مرداد ۱۳۲۹ تا دی ۱۳۳۰) بود. وی سابقه پژوهش و کارآموزی در مسائل حقوقی، اداری و مالی بیمه اجتماعی در فرانسه را دارا بود و در سال ۱۳۳۱ نمایندگی ایران در کنفرانس جهانی بیمه‌های اجتماعی را نیز برعهده داشت. او در سال‌های پس از شهریور ۱۳۲۰ از هواداران محمد مصدق شد و از اعضای فعال نهضت مقاومت ملی به رهبری آیت‌الله زنجانی بود. نزیه همچنین از همکاران نشریه راه مصدق، ارگان مقاومت ملی بود.
وی در جریان محاکمه مصدق، لایحه دفاعیه مفصلی برای او تهیه کرد، که بخش‌هایی از آن مورد استفاده مصدق قرار گرفت. او مدتی نیز به عنوان مشاور حقوقی وزارت بهداری و بهزیستی، مشغول به کار بود. در سال ۱۳۳۹ سمت دادیار را در دادسرای انتظامی وکلا به عهده گرفت و بعدها نیز به عنوان دادستان این دادسرا مشغول به فعالیت شد. نزیه ۴ دوره عضو هیئت مدیره کانون وکلای دادگستری بود.
حسن نزیه در روز جمعه ۲۴ شهریور ۱۳۹۱ به علت بیماری آلزایمر، در پاریس درگذشت.

## حضور در نهضت‌ها

### نهضت مقاوت ملی
حسن نزیه از جمله افرادی بود که در ۳۰ تیرماه ۱۳۳۹ به دعوت اللهیار صالح، جهت احیای فعالیت سیاسی گرد هم آمدند و جبهه ملی دوم را بنیان گذاردند. وی در ۲۷ اردیبهشت ۱۳۴۰ همراه با مهدی بازرگان، یدالله سحابی، منصور عطایی و دیگران، نهضت مقاومت ملی را پایه‌گذاری نمودند.

### نهضت آزادی ایران
نزیه در زمان تشکیل نهضت آزادی ایران جزو اعضای مؤسس این جمعیت قرار گرفت. نزیه در جلسه تأمین نهضت آزادی در منزل آیت‌الله فیروزآبادی بعد از بازرگان سخنرانی کرد. نامه سرگشاده نزیه به محمدرضا پهلوی در سال ۱۳۴۰ که دربرگیرنده انتقاداتی به حکومت وی بود، بازتاب گسترده‌ای در میان سیاسیون و رسانه‌ها داشت.

## کانون وکلای دادگستری
وی در دوره پانزدهم کانون وکلا که متین دفتری، ریاست آن را به‌عهده داشت، نایب رئیس کانون وکلا بود. در نخستین جلسه هیئت مدیره جدید کانون وکلای دادگستری، نزیه با هشت رای از دوازده نفر حاضر، به عنوان رئیس کانون وکلا انتخاب شد. بدین ترتیب کانون وکلای دادگستری، به‌طور کامل در دست مخالفان دولت و نزدیکان جبهه ملی و نهضت آزادی قرار گرفت. نزیه در سال ۱۳۵۴ به میل و ابتکار شخصی، طرح تأمین اجتماعی را برای کمک به بیمه‌های اجتماعی ایران، تهیه و تنظیم کرد.

## در انقلاب ۱۳۵۷
در آستانه انقلاب ۱۳۵۷، علی امینی به نزیه خبر می‌دهد، شاه، عازم ترک ایران است و در صدد تشکیل شورای سلطنت بوده و می‌گوید شخصاً موافقت دارد که دو سوم اعضای این شورا از نیروهای ملی باشند؛ نزیه آن را مناسب تشخیص داده و پیغام شاه را حضوراً به اطلاع سید محمود طالقانی می‌رساند و از او می‌خواهد تا راساً در این مورد تصمیمی را اتخاذ نماید و خمینی را در عمل انجام شده قرار دهد، ولی وی این پیشنهاد را نمی‌پذیرد و از نزیه می‌خواهد به فرانسه برود و خمینی را در جریان قرار دهد. نزیه عازم فرانسه شد و در ۱۵ دی ماه ۱۳۵۷ با روح‌الله خمینی دیدار کرد و نظریات خود را پیرامون شورای سلطنت و نحوه انتقال قدرت برای وی بیان نمود.

## در دولت بازرگان
نزیه برای مدت چند ماه، در فاصله سال‌های ۱۳۵۷ تا ۱۳۵۸ در دولت موقت در جایگاه مدیرعامل و رئیس هیئت مدیره شرکت ملی نفت ایران حضور داشت. وی ده روز پس از انقلاب ۱۳۵۷ در مصاحبه‌ای با روزنامه کیهان چنین اظهار نمود:
«تأسیس جمهوری ایران با تصویب مجلس مؤسسان صحیح است، نه ایجاد جمهوری اسلامی؛ با این توضیح که جمهوری که اصولاً شامل حکومت مردم بر مردم است، نمی‌تواند اسلامی باشد و قواعد و معیارهای اسلامی، مغایرت صریح با نظام حاکمیت مردم دارد.»
او همچنین گفت: «افزون بر این، اسلام در کادر مقتضیات خاص حکومت از اعتبار و منزلت معنوی ساقط می‌گردد.»
در خرداد ۱۳۵۸، چند ماهی پس از پیروزی انقلاب اسلامی در ایران، نخستین کنگره سراسری کانون وکلای دادگستری، در کاخ دادگستری تهران برگزار شد. سخنرانی نزیه در مقام رئیس کانون وکلای دادگستری در این کنگره باعث انتقادات فراوانی علیه او شد؛ از جمله به دلیل مخالفت با بعضی دستگیری‌های سیاسی و بی‌نظمی‌ها در اداره کشور.

## اختلاف با سران انقلاب
اختلافات سیاسی نزیه با چهره‌های اصلی انقلاب، بعد از سخنرانی او در همایش کانون وکلای دادگستری در ۶ خردادماه ۱۳۵۸ اوج گرفت. او در این سخنرانی پس از بیان آمارهایی از شرایط اقتصادی کشور گفت: 
«امروز همه می‌پرسند چه خواهد شد؟ به کجا می‌رویم؟ حضرت آیت‌الله پریروز می‌گفتند چرا سستی می‌بینم؟ چرا دیگر حرارت روزهای قبل را نمی‌بینم؟ جواب فوق‌العاده ساده است؛ مردم می‌بینند هر کسی صبح از خواب پا می‌شود برای مملکت دستورالعمل صادر می‌کند، برنامه اقتصادی می‌دهد، برنامه‌ریزی می‌کند و همه این‌ها مردم را به نگرانی و اضطراب و یاس و ناامیدی سوق می‌دهند. در مبارزه مردم مسلمان ایران بر علیه استبداد، هرگز اسلام و قرآن فراموش نخواهد شد. روزی که نهضت مقاومت ملی درست فردای ۲۸ مرداد تشکیل شد، ما در کنار آیت‌الله طالقانی بودیم. ما در کنار یکی از مظاهر روحانیت بودیم و هستیم و خواهیم بود و نباید ابداً برای هیچ مقامی اعم از روحانی و غیرروحانی این اعتقاد پیدا شود که اگر مثلاً، من یکی گفتم «جمهوری ایران» خدای ناکرده تزلزلی در اعتقاد من پیدا شده است. هرگز! ما در میان افرادی که ملبس به لباس روحانیت نیستند اشخاصی مثل مهندس بازرگان داریم که با همه گرفتاری‌ها این مرد چند وعده نمازش هرگز ترک نمی‌شود. آیا چون در کسوت روحانیت نیست جای تردید در تدین او به اسلام هست؟ اگر مثلاً مهندس بازرگان گفت «جمهوری دموکراتیک اسلامی» خدای ناکرده چون در لباس روحانیت نیست تردید کنیم؟»
مهم‌ترین سخنان نزیه که باعث ایجاد تنش میان او و سید محمد بهشتی شد، چنین بود:
«اگر ما فکر کنیم تمام مسائل سیاسی و اقتصادی و قضایی را می‌توانیم در قالب اسلامی بسازیم، آیات عظام هم می‌دانند این امر در شرایط حاضر نه مقدور است، نه ممکن و نه مفید. ما مسئله حقوق کیفر اسلامی را در پاریس [با امام خمینی] مطرح کردیم؛ گفتیم: «آقا، امروز همه‌جا از ما سؤال می‌کنند شما دست دزد را خواهید برید؟» گفتند: «شرایط مجازات در این قبیل موارد به قدری شدید است که اصلاً شاید دستی بریده نشود، ولی ایجاد ترسش برای خدمت به مردم است.» بنده گفتم: «ولی اگر در امریکا یا اروپا یا هر جای دنیا مقرراتی باشد که جایگزین آثار و نتایجی باشد که آقا انتظار دارید، باز هم دست می‌برید؟» گفتند: «هرگز. شما بگردید، پیدا کنیم، مقررات مناسب‌تر را اجرا می‌کنیم.»

### شکایت بهشتی
این‌گونه سخنان نزیه، با انتقاد صریح سید محمد بهشتی مواجه گردید و او خواستار محاکمه نزیه شد. بهشتی گفت: «بنده امروز در روزنامه کیهان در صفحه سوم یک سخنرانی دیدم مربوط به اجتماع کنگره وکلای دادگستری، در ستون دوم از صفحه سوم در آن اواسط ستون سخنرانی گفته‌است: «اگر ما فکر کنیم تمام مسائل سیاسی و اقتصادی و قضایی را می‌توانیم در قالب اسلامی بسازیم، آیات عظام هم می‌دانند این امر در شرایط حاضر نه مقدور است و نه ممکن و نه مفید.» من در این مجمع شما تحصیل‏کرده‌های کشور، خواهران و برادران و در مجمعی که عده قابل ملاحظه‌ای هم خوشبختانه از فضلای روحانی جوان حضور دارند، یعنی مجموعه تمام‌عیار از تحصیل‏کرده‌های مبارز این کشور، معمم و غیرمعمم، زن و مرد، این سؤال را می‌کنم که فرد یا گروهی که این دید را در رابطه با انقلاب ما و با اسلام دارد، آیا نسبت به انقلاب پیروزمند ما در این مقطع اخیر خودی است یا بیگانه؟ و حاضران سه بار با صدای بلند پاسخ دادند: «بیگانه، بیگانه، بیگانه» بهشتی ادامه داد: «این کارها بیشتر نشانه این است که یک گروه اقلیت روشنفکرمآب و روشنفکرنما می‌خواهد با این بازی‌ها با دستاوردهای انقلاب خونین اسلامی ما موضع‌گیری تازه داشته باشد؛ برای ما عواقب آن معلوم است … من فعلاً نمی‌خواهم بگویم این‌ها خائن‌اند یا نه باید این‌ها محاکمه شوند تا معلوم شود با چه انگیزه‌ای می‌گویند اسلام نمی‌تواند راه حل باشد...»
بهشتی همچنین گفت: «شما خیال می‌کردید با یک کنگره چند صد نفری با نام دهان پرکن حقوقدان‌ها و وکلای دادگستری می‌توانید جامعه انقلابی‌ما را مرعوب کنید؟ ... مبادا کنگره‌های شما نسخه دوم کنگره‌های اندیشمندان شاهنشاهی باشد.
نزیه نیز متقابلاً محاکمه بهشتی را خواستار شد. علاوه بر بهشتی، محمد مفتح و شماری دیگر از روحانیون، نزیه را بخاطر سخنرانی در خرداد سال ۵۸ زیر سؤال بردند.

## خروج از ایران
درگیری‌های حسن نزیه با چهره‌های انقلابی آن‌چنان بالا گرفت که چند ماه بعد اندکی پیش از استعفای دولت موقت، به جدایی او از دولت انجامید؛ آن هم در شرایطی که پرونده‌ای علیه او در دادگاه‌های انقلاب تشکیل شده بود که نه تنها مواضع سیاسی او را زیر سؤال می‌برد که در سلامت اقتصادی او نیز تشکیک می‌کرد.
در روزهای ابتدایی مهرماه ۱۳۵۸ اختلاف نزیه در جایگاه مدیرعامل وقت شرکت ملی نفت ایران و اشراقی نماینده آیت‌الله خمینی در مسایل نفتی و شرکت نفت، به روزنامه‌ها کشیده شد. جنجالی که چند روز به طول انجامید و سرانجام منجر به استعفای نزیه از مدیرعاملی شرکت نفت شد. چندی بعد، دادگاه انقلاب به خاطر سخنان نزیه در کنگره وکلای دادگستری و اهانتش به اسلام و احکام اسلامی، وی را به دادگاه فراخواند و از سوی علی قدوسی دادستان کل انقلاب، متهم به حیف و میل بیت‌المال شد و لقب ضد انقلاب گرفت. در نهایت، نزیه مجبور شد از ایران برود. در فروردین ۱۳۵۹ نیز نزیه به دلیل شرکت نکردن در جلسات هیئت مدیره کانون وکلا به مدت بیش از سه ماه، از ریاست این هیئت برکنار شد. حسن نزیه هیچ‌گاه به دادگاه نرفت و به این اتهامات پاسخی نداد. وی پس از خروج از ایران، به پاریس رفت. در مصاحبه‌ای مطبوعاتی از مخالفت با نظام اسلامی سخن گفت. وی در یک مصاحبه گفت:
من به عنوان یک ایرانی لائیک و آزادی‌خواه، با عملکرد آیت‌الله خمینی و جمهوری اسلامی از همان آغاز و در کمال قاطعیت مخالفت کردم.